# Mirosław Bączyk
Mirosław Bączyk (ur. 5 lutego 1950 w Olsztynie) – polski prawnik, specjalista prawa handlowego, sędzia Izby Cywilnej Sądu Najwyższego.

## Wykształcenie i kariera akademicka
Ukończył studia prawnicze na Wydziale Prawa i Administracji Uniwersytetu Mikołaja Kopernika w Toruniu w 1972 roku. Doktor nauk prawnych od 1979 roku, habilitację w zakresie prawa cywilnego uzyskał w 1989 roku, od grudnia 1990 roku profesor nadzwyczajny UMK. Obecnie kierownik Katedry Prawa Cywilnego i Bankowego na Wydziale Prawa i Administracji UMK. Stypendysta rządu francuskiego i Fundacji Humboldta.

## Działalność publiczna
W latach 1990–1991 był pierwszym w Polsce Rzecznikiem Spraw Klientów Bankowych (doradca Prezesa NBP w Warszawie). Sędzia sądu apelacyjnego w Gdańsku (1991–1995). W latach 1995–1999 doradca prawny Przewodniczącego Rady Bankowego Funduszu Gwarancyjnego w Warszawie. Arbiter sądu polubownego działającego przy Związku Banków Polskich. Członek kolegium redakcyjnego „Państwa i Prawa” (1991–1994), komitetu redakcyjnego „Prawa Bankowego” od chwili powstania pisma (1994), Towarzystwa Naukowego w Toruniu i Deutsch-Polnische Juristen Vereinigung e.V.

## Zainteresowania badawcze
Zainteresowania badawcze koncentruje przede wszystkim na prawie obligacyjnym, prawie handlowym, prawie bankowym, prawie giełdowym, prawie papierów wartościowych, prawie zabezpieczeń wierzytelności, prawie europejskim gospodarczym.

## Wybrane publikacje
- Odpowiedzialność cywilna poręczyciela, (1982)
- Odpowiedzialność umowna banku w prawie polskim, (1989)
- Zarys prawa bankowego, cz. I, Prawo systemu bankowego, (2000)